# انسان خودش را می‌سازد
انسان خود را می‌سازد (انگلیسی: Man Makes Himself) نام یک کتاب است که توسط وی. گوردون چایلد، انسان‌شناس، باستان‌شناس اهل استرالیا نوشته شده‌است.